# Tony Garnier (arkitekt)

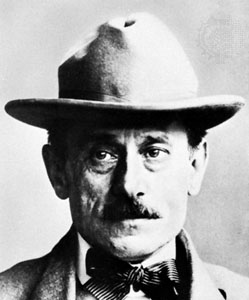
Tony Garnier.

Tony Garnier, född 13 augusti 1869 i Lyon, död 19 januari 1948 i Roquefort-la-Bédoule, var en fransk arkitekt och stadsplanerare.
Garnier räknas som en föregångare inom stadsplaneringen, bland annat för sin idé om den perfekt planerade staden, Une ville industrielle. Han var mest verksam i sin hemstad Lyon där ett utomhusmuseum visar hans ritningar i form av väggmålningar.

## Byggnadsverk (urval)
- Halle Tony Garnier, Lyon – före detta del av ett slakthusområde som gjorts om till utställnings- och konserthall.
- Stade de Gerland, Lyon – Lyons främsta sportarena och hemmaplan för fotbollslaget Olympique Lyonnais.
- États-Unis, Lyon – bostadskvarter och utomhusmuseum där Garniers ritningar målats på väggarna.